# Дијана Матковић
Дијана Матковић (словен. Dijana Matković; Ново Место, 4. март 1984) је словеначка књижевница, новинарка и уредница. 

## Живот
Дијана Матковић је рођена у Новом Месту 1984. године. Од 1990. до 1998. похађала је Основну школу Vavta vas, а потом је променила неколико средњих школа. Године 2003. је уписала факултет компаративне књижевности на Филозофском факултету у Љубљани, где је 2016. завршила студије са дипломским радом Андреј Николаидис и стање националних светиња на простору бивше Југославије.
Као ауторка прво је почела да пише песме. Као средњошколка почела је да објављује у локалном часопису Парк. Током студирања креирала је студентски лист Измус и сајт Airbeletrina, штампано и онлајн издање Življenje na dotik (2012), друштвено ангажоване портале Državljanska odgovornost и Odkrito povedano. Тада је почела да пише књижевну критику, колумне, интервјуе, чланке за медије. Почела је и да преводи белетристику са језика некадашње државне заједнице, и то класичних и савремених аутора као што су Огњен Спахић, Андреј Николаидис, Данило Киш, Ахмед Бурић, Фарук Шехић, Ведрана Рудан, Емир Кустурица и други.
Као програмски менаџер Удружења књижевних критичара Словеније радила је од 2010. до 2014. године. Године 2013. објавила је књигу V imenu očeta (У име оца), која је номинована за Деби године. Године 2016. уредила је књигу есеја Антологија анксиозности и додатак часописа Антологија светлости за 2017.  Антологија анксиозности је књиге о анксиозности која садржи есеје словеначких и аутора из бивше Југославије.
Наредних година се бавила преводилаштвом и тада је превела роман Мађарска реченица Андреја Николаидиса (2018), књигу есеја и интервјуа Данила Киша Homo poeticus (2019) и роман Ота Хорвата Сабо је стао (2019).
Пише чланке које објављује у књижевним часописима у Словенији, као и у земљама бивше Југославије. Радови су јој уврштени у мађарску антологију словеначке кратке прозе, грчку антологију словеначке млађе генерације песника и у преглед млађе словеначке прозе у часопису Dialogi.
У издању издавачке куће BOOKA из Београда 2020. године, заједно са Данилом Лучићем, Ланом Басташић, Луизом Боухараоуаом, Николом Николићем, Руменом Бужаровском, учествовала је у настанку заједничког дневника младих писаца с простора бивше Југославије у којем су описали годину која је зауставила свет током трајања пандемије. Књига је објављена под насловом Дневник 2020. 
Године 2021. објавила је аутофикцију, есеј роман Zakaj ne pišem? (Зашто не пишем?) који је уврштен међу једанаест књижевних предлога представљених на Books at Berlinale 2023. Зашто не пишем? је прва словеначка књига која је то постигла.
Дијана Матковић осим писања организује и модерира друштвено упитне симпозијуме, књижевне вечери и округле столове. Од 2020. године уређује друштвено-критички веб портал Disenz.

## Дела
- V imenu očeta  (У име оца), 2013.
- Zakaj ne pišem? (Зашто не пишем?), 2021.